# Manila Jeepney FC
Manila Jeepney Football Club es un equipo de fútbol de Filipinas con sede en Manila. El nombre del club de fútbol se deriva del  jeepney, un tipo de transporte muy popular en Filipinas.